# Barrow (Suffolk)
Barrow – wieś w Anglii, w hrabstwie Suffolk, w dystrykcie West Suffolk. Leży 44 km na północny zachód od miasta Ipswich i 95 km na północny wschód od Londynu. W 2001 miejscowość liczyła 1429 mieszkańców.